# Comuna Hofors
Hofors (Hofors kommun) este o comună din comitatul Gävleborgs län, Suedia, cu o populație de 9.511 locuitori (2013).

## Geografie

### Zone urbane
Lista celor mai mari zone urbane din comună (anul 2015) conform Biroului Central de Statistică al Suediei:
| Nr | Zona urbană | Pop.  |
| -- | ----------- | ----- |
| 1  | Hofors      | 6.090 |
| 2  | Torsåker    | 848   |
| 3  | Robertsholm | 415   |

## Demografie
| \| Evoluția demografică în comuna Hofors, 1970–2015 \| Evoluția demografică în comuna Hofors, 1970–2015 \| Evoluția demografică în comuna Hofors, 1970–2015 \| Evoluția demografică în comuna Hofors, 1970–2015 \| Evoluția demografică în comuna Hofors, 1970–2015 \| \| ----------------------------------------------------------------------------------------------------- \| ------------------------------------------------ \| ------------------------------------------------ \| ------------------------------------------------ \| ------------------------------------------------ \| \| An \| \| \| Locuitori \| \| \| 1970 \| 1970 \| \| 15 615 \| 15 615 \| \| 1975 \| 1975 \| \| 14 456 \| 14 456 \| \| 1980 \| 1980 \| \| 13 170 \| 13 170 \| \| 1985 \| 1985 \| \| 12 368 \| 12 368 \| \| 1990 \| 1990 \| \| 12 028 \| 12 028 \| \| 1995 \| 1995 \| \| 11 368 \| 11 368 \| \| 2000 \| 2000 \| \| 10 624 \| 10 624 \| \| 2005 \| 2005 \| \| 10 197 \| 10 197 \| \| 2010 \| 2010 \| \| 9 741 \| 9 741 \| \| 2015 \| 2015 \| \| 9 435 \| 9 435 \| \| Sursa: SCB - Statistika Centralbyrån, Folkmängd efter region, civilstånd, ålder och kön. År 1968–2016 \| \| \| \| \| |      |  |           |        |
| Evoluția demografică în comuna Hofors, 1970–2015 |      |  |           |        |
| An |      |  | Locuitori |        |
| 1970 | 1970 |  | 15 615    | 15 615 |
| 1975 | 1975 |  | 14 456    | 14 456 |
| 1980 | 1980 |  | 13 170    | 13 170 |
| 1985 | 1985 |  | 12 368    | 12 368 |
| 1990 | 1990 |  | 12 028    | 12 028 |
| 1995 | 1995 |  | 11 368    | 11 368 |
| 2000 | 2000 |  | 10 624    | 10 624 |
| 2005 | 2005 |  | 10 197    | 10 197 |
| 2010 | 2010 |  | 9 741     | 9 741  |
| 2015 | 2015 |  | 9 435     | 9 435  |
| Sursa: SCB - Statistika Centralbyrån, Folkmängd efter region, civilstånd, ålder och kön. År 1968–2016 |      |  |           |        |